# (10214) 1997 RT9
1997 أر تي 9 (ويعرف أيضًا باسم (10214) 1997 أر تي 9 وفق تسمية الكوكب الصغير) (بالإنجليزية: 1997 RT9)‏ هو كويكب ضمن حزام الكويكبات؛ وترتيبه 10214 من حيث الاكتشاف.
اكتُشف هذا الجُرم الفلكي بواسطة Thierry Pauwels ‏ في 10 سبتمبر 1997.

## وصلات خارجية
- (10214) 1997 RT9 في قاعدة بيانات مختبر الدفع النفاث لأجرام النظام الشمسي الصغيرة

- الاكتشاف · مخطط المدار ·  العناصر المدارية · المعلمات المادية

- (10214) 1997 RT9 على موقع ويكي سكاي: DSS2, SDSS, GALEX, IRAS, Hydrogen α, X-Ray, Astrophoto, Sky Map, Articles and images